# سيليا ويكان
سيليا ويكان هي لاعبة كاراتيه جزائرية. حصلت على الميدالية الذهبية في منافسات 50 كغم دورة ألعاب البحر الأبيض المتوسط 2022 التي أقيمت في وهران بالجزائر. حصلت على الميدالية الفضية في سباق 50 للسيدات كجم في دورة ألعاب التضامن الإسلامي 2021 التي أقيمت في قونية، تركيا.
تنافست ويكان في بطولة العالم للكاراتيه 2021 التي أُقيمت في دبي، الإمارات العربية المتحدة. وفازت بالميدالية الذهبية في منافسات 50 كغم في البطولة الإفريقية للكاراتيه 2021 التي أقيمت في القاهرة، مصر. كما فازت بالميدالية الفضية في منافسات منتخبات الكوميتيه للسيدات.
وفي عام 2023، فازت ويكان بالميدالية الذهبية في دورة الألعاب العربية 2023 التي أقيمت في الجزائر العاصمة. وشاركت أيضًا في منافسات 50 كغم في بطولة العالم للكاراتيه 2023 التي أقيمت في بودابست، المجر.

## الإنجازات
| العام | الألعاب                     | المكان          | الترتيب       | الحدث            |
| ----- | --------------------------- | --------------- | ------------- | ---------------- |
| 2021  | البطولة الإفريقية للكاراتيه | القاهرة، مصر    | المركز الأول  | الكوميتيه 50 كلغ |
| 2021  | البطولة الإفريقية للكاراتيه | القاهرة، مصر    | المركز الثاني | فريق الكوميتيه   |
| 2022  | العاب البحر الأبيض المتوسط  | وهران، الجزائر  | المركز الأول  | الكوميتيه 50 كلغ |
| 2022  | ألعاب التضامن الاسلامي      | قونية، تركيا    | المركز الثاني | الكوميتيه 50 كلغ |
| 2023  | ألعاب عربية                 | الجزائر العاصمة | المركز الأول  | الكوميتيه 50 كلغ |